# Keglevich Béla
Buzini gróf Keglevich Béla (Buda, 1833. március 10. – Budapest, 1896. november 13.) császári és királyi kamarás, főispán, országgyűlési képviselő, huszárkapitány és nemesi testőr.

## Élete
A Szilvásváradot átszelő főúton Nagyvisnyó felé haladva az egykori Erdődy–Pallavicini-kastély már 1666-tól a horvátországi Buzinból származó Keglevich grófi családhoz kötődik, akik egészen 1875-ig tulajdonolták a szilvási uradalmat. A kastély és angolparkjának építtetését gróf Keglevich Béla rendelte el 1860 körül, aki a már meglévő, XVIII. században épült vadászkastély mellé, annak felhasználásával – valószínűleg – Ybl Miklós tervei alapján építtette a mai La Contessa Kastélyhotel elődjét, mely még földszintes és tornyos volt.
Keglevich Gábor gróf, magyar királyi tárnokmester, a Magyar Tudományos Akadémia igazgató tagja és gróf Sándor Matild fiaként született. Magánnevelésben részesült; másfél évig, 1840-ig Horváth Mihály történész-pap volt nevelője. A felsőbb tudományok elsajátítása végett a pozsonyi akadémiát és az egri líceumot látogatta. 1861-ben a görgői kerület választotta képviselőjének és mint legfiatalabb képviselő a ház korjegyzője, később választás után jegyzője lett. Ugyanebben az évben Országos Magyar Képzőművészeti Társulat alakuló közgyűlésén először Keglevich Béla grófot választották elnökül, aki azonban még abban az évben Andrássy Gyula grófnak adta át a helyét. 1862-ben a Kisfaludy Társaság alapítói közé lépett. 1865-ben és 1869-ben a monori (Pest megye) kerület választotta meg országgyűlési képviselőnek. Tisza Kálmán balközépi vezérkarához tartozott. Rendszeresen publikált, az Igazmondó című néplap „felügyelő pártbizottmány” tagja is volt Podmaniczky Frigyes báró, Tisza Kálmán, Várady Gábor és Jókai Mór mellett. Az 1866. december 9-én megalakult Országos Erdészeti Egyesület első elnöke volt, mely tisztségéről 1875 szeptemberében mondott le. A balközép párt vezérkarához tartozott, ami pártköre a Váci utca 28. szám alatti házában működött. 1875 januárjában csődbe jutott. A csődeljárást 1882. május 25-én szüntették meg ellene.
Vagyoni körülményei miatt az 1870-es évek közepén visszahúzódott, Párizsba ment, ahol Rothschild báró pénzügyi titkára lett. Ez időben a festészettel is foglalkozott és a Műcsarnokban álnév alatt több csendéleti festményt, többnyire lőtt szárnyasokat, állított ki. Tisza Kálmán hazahívatta és 1886-ban Heves vármegye főispánjává nevezte ki; de csak két és fél évig viselte e hivatalt és lemondott. Ennek hátterében az Eger és a Pesti Hírlap korabeli cikkei szerint az volt, hogy az Osztrák–Magyar Államvasút-Társaság Bécsben tartott közös igazgatótanácsi ülésén, a magyar vonalainak államosítása ügyében a magyar kormánnyal összeütközésbe jött kérdésében nem követte azon magyar igazgatótanácsosok példáját, kik tartózkodtak a szavazástól, s midőn az együttes igazgatótanács elhatározta, hogy Baross Gábor kereskedelmi miniszter óhajával szemben fönntartandónak vélt a társaság uradalmai igazgatásának közös jellegét, a kormány által képviselt álláspont ellen szavazott, sőt, mint tag, őt kérték fel ennek képviseletére is. Ezt követően már csak vasúti társaságoknál és pénzintézeteknél töltött be előkelő állásokat; a politikával nem foglalkozott. Utolsó éveiben a katonai szolgálat esetére biztosító társaságnak volt vezérigazgatója.
1896. november 13-án este 9 órakor, Zöldfa utcai lakásán hunyt el. A Budapesti Hírlap megemlékezésében ez állt: „Valamikor leghíresebb legény voltszéles Magyarországban. [...] Az utóbbi években már alig vett részt a közéletben, legföljebb egy-egy nagyobb, rendszerint jótékony célú vállalatnak kölcsönözte oda nevét. De a főváros főúri társaságának életében annál tevékenyebb részt vett, s ott mindig szíves-örömestlátták a daliás, elegáns urat.” Illetve a Vadász- és Versenylap újságírója ekképp fogalmazott: „kiváló sportsman és vadász volt lóháton, épúgy mint gyalog: hogy fiatal éveiben (a régi pesti versenytéren) s a vidéki úrlovasok közt ö is lovagolt versenyekben, hogy egy időben a 70-es évek elején versenyistállót is tartott, [...] A lővadászat pedig amint életének előbbi szakában (a hires Szilvássy vadasterületnek első regenatora ö volt) úgy egész utolsó évéig állandó passiója volt.” Földi maradványait Szent-Márton Kátára vitették és az ottani családi sírboltban helyezték örök nyugalomra.
Arany János így írt róla egyik jegyzetében: „bár gazdag arisztokrata család tagja, s korán szerepet kapott a közéletben, egy ideig anyagi okokból Franciaországban élt, Rothschild bankár titkáraként. Ekkor s már előbbi külföldi útjain mecénás és műkedvelő hajlamok fejlődtek ki benne. Maga is festett, s sokféle művészi megmozdulásban, egyletalapításban vett részt”. Még műkedvelő előadás szereplője is volt.
1860. augusztus 16-án a ferenc rendiek templomában vette feleségül az akkor 18 éves Batthyány Ilona grófnőt, gróf Batthyány Lajos miniszterelnök és gróf Zichy Antónia lányát. Egy fiúgyermekük született, ifj. Keglevich Béla (1862–1924). Mivel házasságuk megromlott, a grófnő 1869-től „ágytól-asztaltól elválasztva” élt, majd 1879-ben unitárius hitre térve törvényesen is elvált tőle, és feleségül ment volt férje nővérének, Keglevich Stefánia fiához.

## Írásai
Cikkei a Vadász- és Versenylapban (1862. A szalonkaidényre vonatkozó jóslat), a Honban (1865-1869. vezérczikkek); az Ellenőrben megjelent cikke a bankkérdésről nagy feltűnést keltett, mert Keglevich kimutatta, hogy a bécsi nemzeti bank a dualizmus alapján szerveztessék; az Erdészeti és Gazdászati Lapokban (1867. Elnöki beszéde az országos erdészeti egyesület közgyűlésén és Bérczy Károly nekrologja), az Erdőszeti Lapokban (1874. Elnöki beszéde az országos erdészeti egyesület kalocsai közgyűlésein, A m. kir. tudományegyetemeken leendő erdészeti tanszékek felállítása ügyében).

## Munkája
- A beteg parlament. Budapest, 1891 (Ism. Budapesti Szemle LXVIII.)

Országgyűlési beszédei a Naplókban vannak.